# Mikko Sirén
Mikko Sirén (31 de dezembro de 1975) é um baterista finlandês, membro da banda de metal sinfônico Apocalyptica.
Mikko Sirén tocou no Apocalyptica's Live Shows no ano de 2003 mas se tornou oficialmente membro da banda apenas em 2005, depois de tocar em 200 concertos e gravar um álbum com o Apocalyptica.
Atualmente, faz parte da banda de metal industrial Emigrate, ao lado de Richard Kruspe.